# San Remigio (Antique)
San Remigio ist eine philippinische Stadtgemeinde in der Provinz Antique. Sie liegt ungefähr 21 Kilometer von der Provinzhauptstadt San Jose entfernt.

## Geografie

### Flächennutzung
San Remigio hat eine Landfläche von 336,50 km², beinahe 70 % davon sind gebirgig, die restlichen 30 % setzen sich aus flachem Tiefland und sanften Hügeln zusammen.
Die landwirtschaftlich genutzte Fläche beträgt 47,815 km². 44,37 km² werden für die Nahrungsmittelerzeugung genutzt, 1,035 km² werden in Dauerkulturen genutzt und 2,41 km² in Wirtschaftfrüchten.

## Sehenswürdigkeiten

### Naturdenkmäler
In San Remigio gibt es einige Höhlen, die Igbaclag Höhle, die Bato Cueva, die Kanyugan Höhle und die Magpungay Höhle. Einige Wasserfälle, die Pula Fälle, die Timbaban Fälle und die Batuan Fälle. Die Seen Maylumboy und Danao. Die Felsen Datu Sumakwel, Bato Bintana und den White Castle Felsen. Die Bergkette von San Remigio. Die Flüsse sind reich an Edelsteinen.

## Wirtschaft
Die Wirtschaftssituation in der Stadtgemeinde hat sich mit der Fertigstellung der Tipuluan Brücke verbessert.
Im Gebiet der Stadtgemeinde San Remigion wurden auf 41,87 km² 13.074,02 Tonnen Reis produziert, davon waren 22,00 % bewässert der Rest war Trockenreisfläche und von Regenwasser abhängige Anbaufläche.

### Verkehr
Dem Beförderungsbedarf der Stadtgemeinde wird von 50 konzessionierten Jeepneys und 57 öffentliche Jeepneys Rechnung getragen, die regelmäßig auf der Strecke San Remigio – San Jose verkehren.
Das Straßennetz der Stadtgemeinde ist 187,452 Kilometer lang, klassifiziert nach Trägerschaft in 136,124 Baranggaystraßen und 42,696 Stadtgemeindestraßen. Es gibt elf Bailey-Brücken im Gebiet der Stadtgemeinde, alle entlang der Nationalstraße.

## Baranggays
San Remigio ist politisch unterteilt in 45 Baranggays.
| - Agricula - Alegria - Aningalan - Atabay - Bagumbayan - Baladjay - Banbanan - Barangbang - Bawang - Bugo - Bulan-bulan - Cabiawan - Cabunga-an - Cadolonan - Poblacion (Calag-itan) | - Carawisan I - Carawisan II - Carmelo I - Carmelo II - General Fullon - General Luna - Orquia (Igcatumbal) - Iguirindon - Insubuan - La Union - Lapak - Lumpatan - Magdalena - Maragubdub - Nagbangi I (Amatong) | - Nagbangi II - Nasuli - Osorio I - Osorio II - Panpanan I - Panpanan II - Ramon Magsaysay - Rizal - San Rafael - Sinundolan - Sumaray - Trinidad - Tubudan - Vilvar - Walker |